# 345
Năm 345 là một năm trong lịch Julius.